# Waco (Teksas)
Waco je grad u američkoj saveznoj državi Teksas. Prema popisu stanovništva iz 2010. u njemu je živjelo 124.805 stanovnika.